# Litsea fusca
Litsea fusca är en lagerväxtart som beskrevs av Jacob Gijsbert Boerlage. Litsea fusca ingår i släktet Litsea och familjen lagerväxter. Inga underarter finns listade i Catalogue of Life.